# فرولیک اسید
فرولیک اسید (به انگلیسی: Ferulic acid) با فرمول شیمیایی C۱۰H۱۰O۴ یک ترکیب شیمیایی با شناسه پاب‌کم ۴۴۵۸۵۸ است. که جرم مولی آن 194.18 g/mol می‌باشد. 